# Parque natural nacional de Ichnia
El Parque natural nacional de Ichnia (en ucraniano: Ічнянський національний природний парк) se encuentra en el óblast de Chernígov, en el raión de Pryluky, en Ucrania. Protege una extensión de 97 km2 de estepa arbolada en la cuenca del río Uday, a unos 120 km al nordeste de Kiev.

## Topografía
El parque se encuentra en la región de la tierras bajas del Dniéper, en los valles de los ríos Uday e Ichenka. El terreno es relativamente plano, con numerosos lagos, estanques y arroyos serpenteantes. El pueblo de Ichnia está en la esquina noreste del parque.

## Clima y ecorregión
El clima de Ichnia es continental templado (Dfb), según la clasificación climática de Köppen. Se caracteriza por grandes oscilaciones de temperatura, tanto diurnas como estacionales, con veranos templados e inviernos fríos y nivosos.  La temperatura promedio en enero es de -7 °C, y en julio es de 19 °C. La precipitación media anual es de 556 mm, el 70% de la cual cae en los meses cálidos.
Ichnia se encuentra en la ecorregión del bosque estepario de Europa oriental, una franja de bosques y pastizales que se extiende desde Ucrania hasta el sur de los montes Urales, al este.

## Flora y fauna
La vegetación es de bosque estepario, con muchos humedales, debido al terreno plano y las conexiones fluviales.  El tipo de bosque primario es roble y carpe en el oeste, y roble y pino en las terrazas de los ríos. Hay bosques pantanosos en el valle de Uday y afluentes.

## Usos
Hay dos grandes rutas de excursiones ecológicas a través del parque. Hay un pequeño hotel disponible para los visitantes y el alquiler de equipos turísticos.  Los lugareños usan el parque para recolectar bayas y hongos; no hay barreras en los caminos internos.